# Cyclopina steueri
Cyclopina steueri – gatunek widłonoga z rodziny Cyclopinidae. Nazwa naukowa tego gatunku skorupiaków została opublikowana w 1923 roku przez austriackiego biologa Fritza Früchtla.